# Valea Mineii (rivière)
La Valea Mineii est un affluent de la rivière Valea Mare en Roumanie.

## Cartes
- Harta Munților Vlădeasa
- Harta munții Bihor-Vlădeasa
- Harta munții Apuseni